# Locomotive SV 241-243
Le locomotive 241 ÷ 243 della Società Veneta erano un gruppo di locotender di rodiggio 1-2-0, progettate per l'esercizio della ferrovia Arezzo-Stia (da cui la denominazione della SV Tipo Arezzo).

## Storia
Le locomotive furono ordinate dalla SV alla Breda in previsione di un servizio merci pesante sulla ferrovia del Casentino. Costruite nel 1888, prestarono servizio sin dall'apertura della linea, svolgendo per decenni da sole il traffico merci e passeggeri, saltuariamente affiancate dalle locomotive SV dei gruppi 22, 23 e 26. Nell'ambito della riclassificazione delle locomotive a vapore della "Veneta" (1911), le tre locomotive costituirono il gruppo 25, con matricole 250 ÷ 252.
Dal 1925 alle locomotive furono apportate alcune modifiche non sostanziali: fu eliminato il corrimano esterno, sostituito il camino, cambiato il parascintille e installati fanali elettrici. A partire dagli anni venti alle locomotive gruppo 25 si affiancarono le locomotive dei gruppi 31 e 36, più moderne e agili. Le locomotive prestarono servizio in Toscana sino al 1940, anno in cui furono trasferite al deposito di Bologna San Vitale, presso il quale furono accantonate nel 1947 e quindi demolite.

## Caratteristiche
Le 241 ÷ 243 erano locotender a vapore saturo a semplice espansione, a 2 cilindri esterni con distribuzione Allan a cassetto. Avevano una potenza di 395 CV e una velocità massima di 50 km/h. Il rodiggio era 1-2-0.

## Prospetto delle unità[7]
| Numerazione originaria | Numerazione definitiva | Anno di costruzione | Costruttore | N. costruzione |
| ---------------------- | ---------------------- | ------------------- | ----------- | -------------- |
| 241 - Arezzo           | 250                    | 1888                | Breda       | 88             |
| 242 - Bibbiena         | 251                    | 1888                | Breda       | 89             |
| 243 - Prato-Stia       | 252                    | 1888                | Breda       | 90             |